# Samora Machel

Frelimo zászlaja.

Mozambiki Népköztársaság zászlaja (1975-1984)

Samora Moisés Machel (1933. szeptember 28. – 1986. október 19.) mozambiki katonatiszt, marxista-leninista forradalmár, majd Mozambik első elnöke. 11 éven át vezette az államát, uralmának végét egy repülőgépbaleset okozta.  

## Fiatalkora
Samora Machel a mozambiki Gaza tartományban született 1933-ban. 1940-ben Zonguene városába járt iskolába. Az iskolát katolikus misszionáriusok vezették, akik megtanították neki a portugál történelmet, kultúrát és nyelvet. Habár Machel kijárta az általánost, a középiskolát nem tudta befejezni. Az 1950-es években alkalmi munkákból tartotta el magát. 1954-ben bátyja egy bányászati balesetben meghalt. Machel a testvére halála után Tanzániába ment, ahol belépett a hadseregbe.

## Politikusként
Tevékenykedését aktivistaként kezdte, először különböző kórházakban, iskolákban és más intézményekben szónokolt társával, Joaquim Chissanóval, felszólalt az ügyben, hogy a tanárok, orvosok és ápolók mennyivel többet dolgoznak a fehér társaiknál, és mégis kevesebb fizetést kapnak. Aztán figyelmeztetést kapott, hogy a portugál politikai rendőrség, a PIDE figyeli őt, ezért Machel társával Joaquim Chissanóval és Eduardo Mondlane-nal Tanzániában létrehozták a FRELIMO-t, melynek önkénteseit és egységeit Algériában, Tanzániában képezték. 
1973-ban a FRELIMO katonai alakulatból párttá fejlődött. 1974-ben a portugál kormány belefáradt a gyarmatai függetlenségéről szóló konfliktusba, ezért az MFA puccsot hajtott végre, és António de Spínola lett az elnök. Spínola nem szándékozott elengedni sem Angolát, sem Mozambikot. A FRELIMO és az új portugál kormány tárgyalásai eredménytelenek voltak. Machel belátta, hogy sehogy sem lehet hatni Spínolára.                                                                                                                                                   Machel nem volt hajlandó a portugáloknak tűzszünetet és haladékot adni. Emiatt újra tárgyalóasztalhoz ültek a felek, és végül a portugál kormány elismerte a FRELIMO győzelmét, majd 1975. június 25-ére kitűzték a függetlenség kikiáltását.

## A függetlenség elnyerése
1975. június 25.-én kikiáltották Mozambiki Népköztársaság függetlenségét. A munkahelyeket és a földeket államosították. Afrikában a legtöbb kommunista országban (pl.:Benin, Etiópia stb.) az egyház elvesztette tekintélyét és államosították. Mozambikban ha korlátozva és nagy ellenőrzések alatt is, de maradhattak egyházi iskolák. 1977 februárjában a FRELIMO 3. kongresszusán újraválasztották Machelt a FRELIMO vezetőjének.                                                                                                                          Ugyanebben az évben polgárháború tört ki a kormánypárti FRELIMO és a kormányellenes RENAMO között, a polgárháború 1992-ig tartott. A RENAMO-t támogatta Dél-Afrika és Zimbabwe is. 1983-ban a 4. kongresszuson bejelentették a mezőgazdaság reformját.                                                                                                                                   1984-ben Dél-Afrika és Mozambik paktumot kötöttek. Machel és PW Botha megállapodást kötöttek. Megegyeztek, hogy Dél-Afrika lemond a RENAMO támogatásáról, cserébe Mozambik sem támogatja az ANC-t.                                                                                                                                                                                                                                   1985-ben az addig viszonylag normálisan működő gazdaságban problémák léptek fel. 

## Halála
1986. október 19.-én Machel részt vett a zambiai csúcstalálkozón, ahol Zaire diktátorát, Mobutu Sese Sekot felszólította, hogy támogassa a RENAMO elleni harcában. Aznap este viszont vissza kellett mennie Maputóba. De a gép soha nem érte el a fővárost. Machel és 33 társa életét vesztette. Samora Machel tiszteletére a főtéren egy bronzszobrot állítottak. Temetés október 28.-án volt megtartva, amire még Thomas Sankara is elutazott.